# کنستانتین باکالینیکوف
کُنستانتین رومانوویچ باکالینیکوف (روسی: Константин Романович Бакалейников؛ ۲۶ آوریل ۱۸۹۸ – ۳ سپتامبر ۱۹۶۶) آهنگساز، موسیقی‌دان و رهبر ارکستر اهل امپراتوری روسیه بود.
وی دانش‌آموختهٔ کنسرواتوار دولتی چایکوفسکی مسکو بود و پس از انقلاب روسیه، به آمریکا مهاجرت کرد.

## گزیده فیلمشناسی
از فیلم‌های او می‌توان به هیچ جز قلب تنها، بدنام و صحنه‌سازی اشاره کرد.